# Downtown Athletic Club
O Downtown Athletic Club é um prédio localizado na West Street, (agora chamada 20 West Street) em Manhattan, Nova Iorque, Estados Unidos.